# Veľká Ves nad Ipľom
Veľká Ves nad Ipľom és un poble i municipi d'Eslovàquia. Es troba a la regió de Banská Bystrica.

## Història
La primera menció escrita de la vila es remunta al 1252.

## Demografia
| Godina             | 1994 | 2004   | 2014   | 2024   |
| ------------------ | ---- | ------ | ------ | ------ |
| Nombre de persones | 405  | 423    | 402    | 433    |
| Diferència         |      | +4,44% | −4,96% | +7,71% |

| Godina             | 2023 | 2024   |
| ------------------ | ---- | ------ |
| Nombre de persones | 435  | 433    |
| Diferència         |      | −0,45% |